# تپه چغادون
تپه چغادون مربوط به دوره تاریخی ـ سلجوقی است و در شهرستان دورود، بخش مرکزی، دهستان حشمت‌آباد، روستای امام‌آباد واقع شده و این اثر در تاریخ ۸ بهمن ۱۳۸۵ با شمارهٔ ثبت ۱۷۰۹۲ به عنوان یکی از آثار ملی ایران به ثبت رسیده است.